# Calanthemis temera
Calanthemis temera är en skalbaggsart som beskrevs av Karl Jordan 1903.
Calanthemis temera ingår i släktet Calanthemis och familjen långhorningar. Inga underarter finns listade.